# Parepisparis multicolora
Parepisparis multicolora là một loài bướm đêm trong họ Geometridae.